# Malcolm Jones
Malcolm Vince Jones (n. 1940) es un eslavista británico, que ha estudiado la figura de Fiódor Dostoyevski.

## Biografía
Nació en 1940 en Stoke-sub-Hamdon, una localidad ubicada en el condado de Somerset.
Es autor de títulos como Dostoeyevsky: The Novel of Discord (Paul Elek, 1976), Dostoevsky after Bakhtin: Readings in Dostoevsky's Fantastic Realism (Cambridge University Press, 1990) y Dostoevsky and the Dynamics of Religious Experience (Anthem Press, 2005). También ha sido editor de textos como New Essays on Tolstoy (Cambridge University Press, 1978) y, junto a Robin Feuer Miller, de The Cambridge Companion to the Classic Russian Novel (Cambridge University Press, 1998).
Un notable estudioso del escritor ruso, se le dedicó en su honor la colección de ensayos titulada Dostoevsky: On the Threshold of Other Worlds (Bramcote Press, 2006), una obra colectiva editada por Sarah Young y Lesley Milne.